# Bupleurum salicifolium

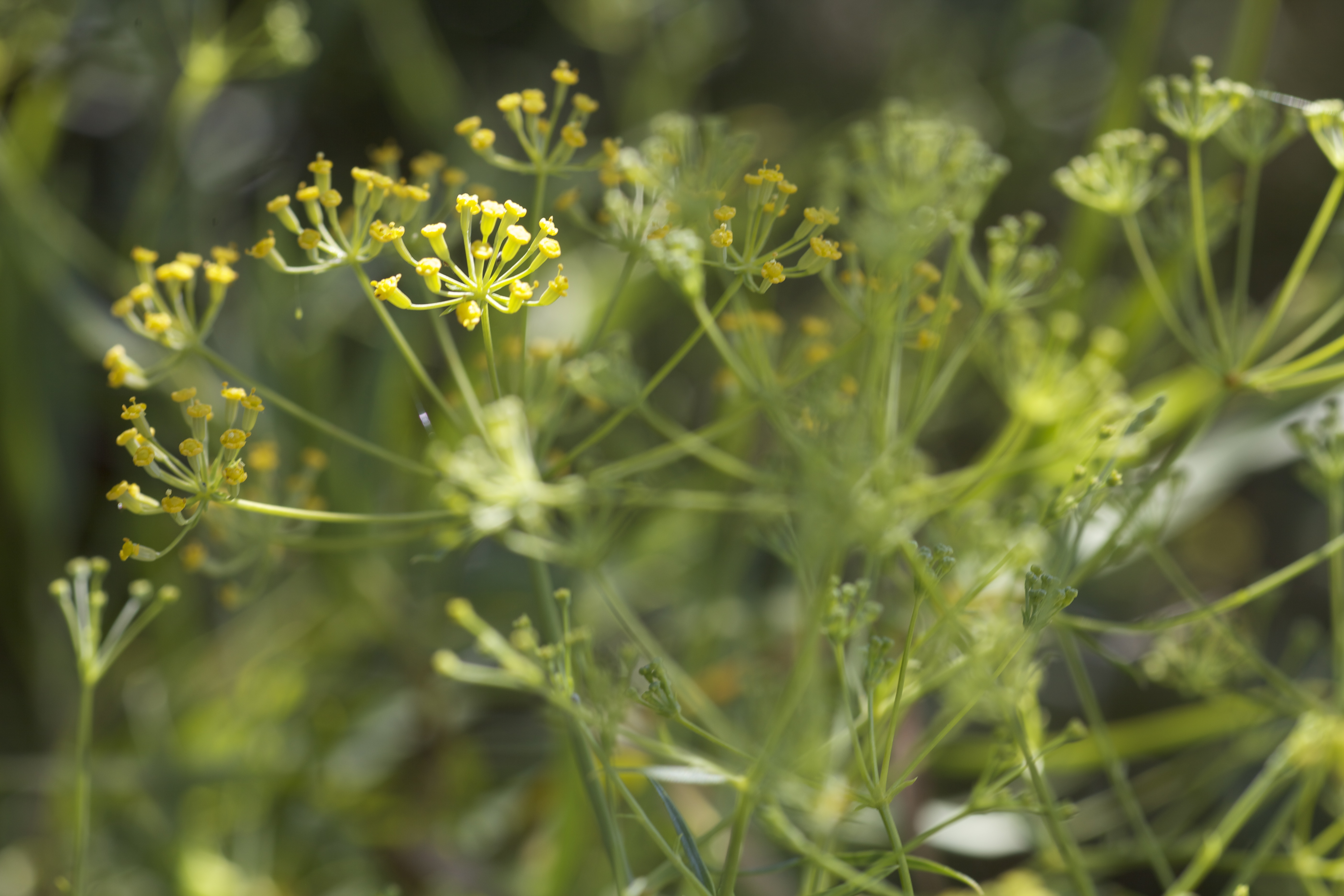
Inflorescencia

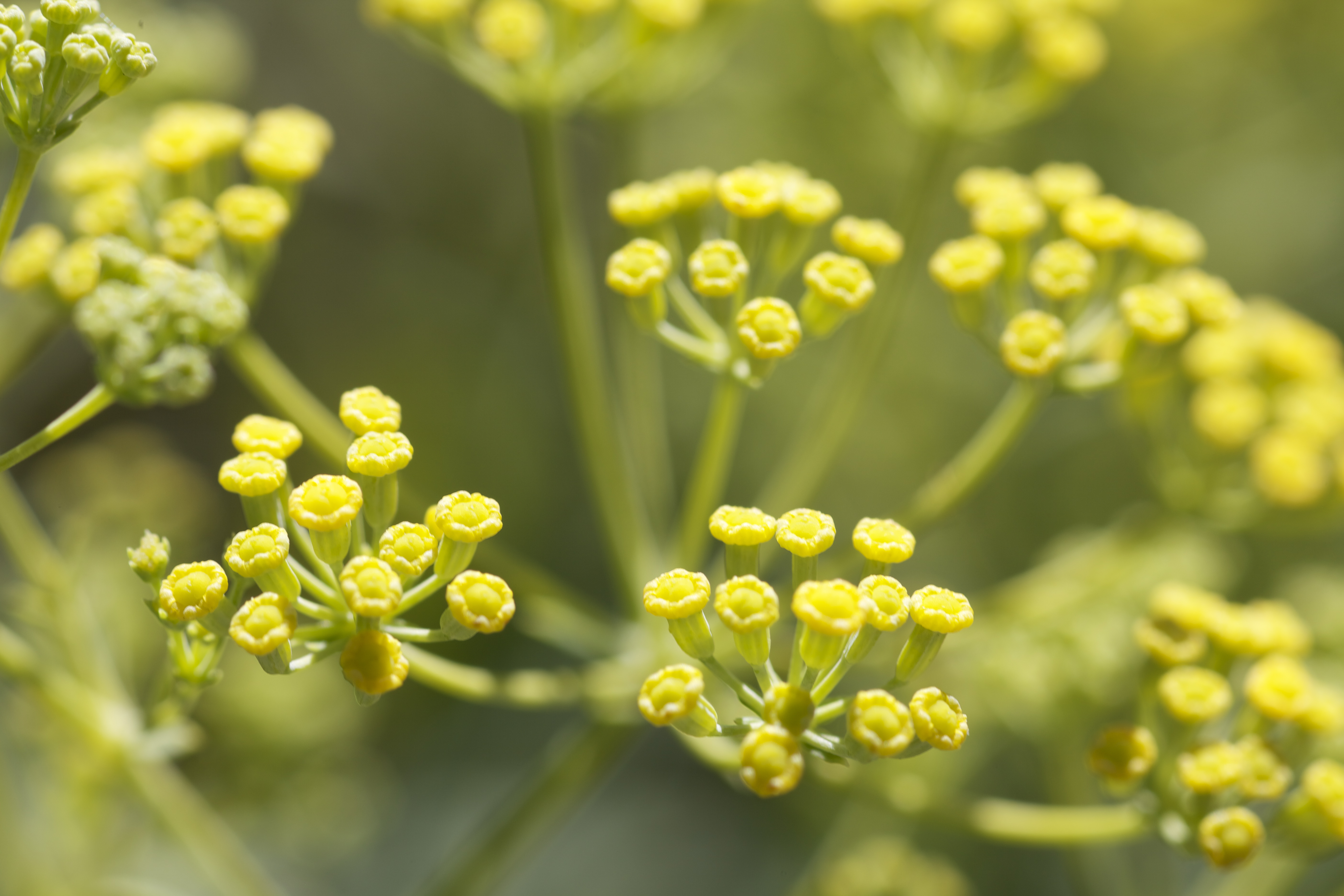
Visión de la umbela compuesta.

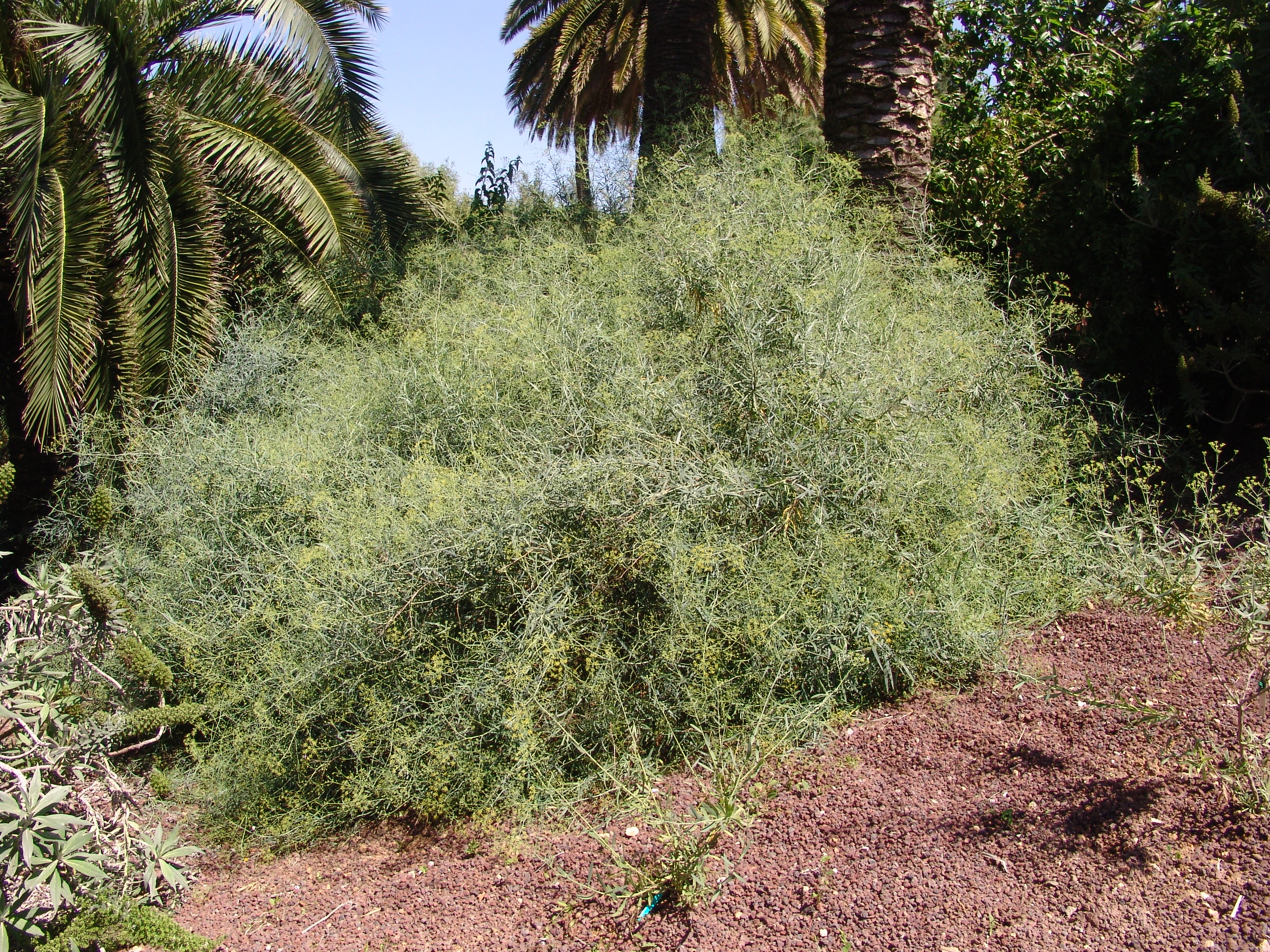
Conjunto de pies de B. salicifolium.

Bupleurum salicifolium es una especie de planta herbácea perteneciente a la familia de las apiáceas.

## Descripción
Bupleurum salicifolium se diferencia del resto de las especies del género en las islas por ser un arbusto que puede alcanzar los 2 m de altura, con hojas glaucas linear-lanceoladas, agudas o acuminadas e inflorescencias laxas y alargadas de flores amarillas. 

## Distribución
Bupleurum salicifolium es un endemismo macaronésico cuya ssp. salicifolium se encuentra en las islas de Madeira y Porto Santo y en Canarias también en El Hierro y La Gomera. De estas islas es endémica la var. robustum (Burch.) Cauwet & Sunding perteneciente a dicha subespecie. En todas las islas de Canarias en las que se cita la especie, se halla también la ssp. aciphyllum (Webb ex Parl.) Sunding & G.Kunkel, que es endémica del archipiélago.

## Taxonomía
Bupleurum salicifolium fue descrita por Robert Brown y publicado en Physicalische Beschreibung der Canarischen Inseln 195. 1828.
Etimología
Bupleurum: nombre genérico que deriva de dos palabras griegas bous y pleurón, que significa "buey" y "costa". Probable referencia a las ranuras longitudinales de las hojas de algunas especies del género. Este nombre fue usado por primera vez por Hipócrates y, de nuevo, en tiempos relativamente modernos, por Tournefort y Linneo.
salicifolium: epíteto que alude a la semejanza foliar con el género Salix.
Citología
Número de cromosomas de Bupleurum salicifolium (Fam. Apiaceae) y táxones infraespecíficos :  2n=32.
Sinonimia
- Bupleurum aciphyllum var. robustum Buchard
- Bupleurum salicifolium var. lancifolium H.Wolff
- Bupleurum salicifolium var. robustum (Buchard) Kunkel

 subsp. aciphyllum (Webb & Berthel.) Sunding & Kunkel
- Bupleurum aciphyllum Webb & Berthel.
- Bupleurum salicifolium var. aciphyllum (Webb & Berthel.) Cauwet
- Bupleurum salicifolium var. angustifolium H.Wolff

## Nombre común
Se conoce como "anís salvaje o anís de risco".